# Le Taureau de Montou
Le Taureau de Montou est le 32e album de la série de bande dessinée Papyrus de Lucien De Gieter. L'ouvrage est publié en 2012.